# Casa chimistului Nikolai Zelinski din Tiraspol
Casa chimistului N. Zelinski este o clădire amplasată pe str. 25 Octombrie nr. 44 din Tiraspol, Republica Moldova. Este un monument istoric și arhitectural de importanță națională inclus în Registrul monumentelor Republicii Moldova ocrotite de stat cu nr. 23 (municipiul Tiraspol).